# Diamante (departement)
Diamante is een departement in de Argentijnse provincie Entre Ríos. Het departement (Spaans: departamento) heeft een oppervlakte van 2.774 km² en telt 44.095 inwoners. Analfabetisme is 3% in 2001.

## Plaatsen in departement Diamante
- Aldea Brasilera
- Aldea Grapschental
- Aldea Protestante
- Aldea Salto
- Aldea Spatzenkutter
- Aldea Valle María
- Colonia Ensayo
- Costa Grande
- Diamante
- Estación Camps
- Estación Racedo (El Carmen)
- General Alvear
- General Ramírez
- Isletas
- Las Cuevas
- Libertador San Martín
- Strobel